# چیت چیت
چیت چیت (برمه‌ای: ချစ်ချစ်؛ زادهٔ ۱۸ اکتبر ۱۹۹۶) بازیکن فوتبال اهل میانمار است. او در تیم ملی فوتبال زنان میانمار بازی کرده‌است.